# Michael Robertson (Freestyle-Skier)
Michael Robertson (* 16. Juni 1982 in Nathalia) ist ein ehemaliger australischer Freestyle-Skier. Er war auf die Disziplinen Moguls und Dual Moguls (Buckelpiste) spezialisiert.

## Werdegang
Robertson nahm von 1997 bis 2002 am Australian New Zealand Cup sowie dem Europacup teil und startete erstmals zu Beginn der Saison 2002/03 in Tignes im Freestyle-Skiing-Weltcup, wobei er den 18. Platz im Moguls errang. Im weiteren Saisonverlauf erreichte er in Sauze d’Oulx mit dem sechsten Platz sowie in Mont-Tremblant mit dem neunten Rang seine ersten Top-Zehn-Platzierungen im Weltcup und zum Saisonende den 24. Platz im Moguls-Weltcup. Beim Saisonhöhepunkt, den Weltmeisterschaften 2003 in Deer Valley, belegte er den 17. Platz im Dual Moguls und den 12. Rang im Moguls. Nachdem er in der Saison 2003/04 mit dem 19. Platz im Moguls-Weltcup sein bestes Gesamtergebnis belegen konnte, kam er in der Saison 2004/05 bei den Weltmeisterschaften 2005 in Ruka auf den 26. Platz im Moguls sowie auf den 17. Rang im Dual Moguls. In der Saison 2005/06 erreichte er in Oberstdorf mit dem dritten Platz im Moguls seine einzige Podestplatzierung im Weltcup und zum Saisonende den 23. Platz im Moguls-Weltcup. Bei den Olympischen Winterspielen 2006 in Turin errang er den 24. Platz im Moguls. In der folgenden Saison belegte er bei den Weltmeisterschaften 2007 in Madonna di Campiglio den 50. Platz im Moguls und absolvierte in Voss seinen 45. und damit letzten Weltcup, welchen er auf dem 27. Platz im Moguls beendete.

## Erfolge

### Olympische Spiele
- 2006 Turin: 24. Platz Moguls

### Weltmeisterschaften
- 2003 Deer Valley: 12. Platz Moguls, 17. Platz Dual Moguls
- 2005 Ruka: 17. Platz Dual Moguls, 26. Platz Moguls
- 2007 Madonna di Campiglio: 50. Platz Moguls

### Weltcupwertungen
| Saison  | Gesamt | Gesamt | Moguls | Moguls | Dual Moguls | Dual Moguls |
| Saison  | Platz  | Punkte | Platz  | Punkte | Platz       | Punkte      |
| ------- | ------ | ------ | ------ | ------ | ----------- | ----------- |
| 2002/03 | 65.    | 32     | 24.    | 224    | 30.         | 4           |
| 2003/04 | 76.    | 11     | 19.    | 150    | -           | -           |
| 2004/05 | 109.   | 4      | 38.    | 46     | -           | -           |
| 2005/06 | 68.    | 12     | 23.    | 137    | -           | -           |
| 2006/07 | 126.   | 3      | 39.    | 27     | -           | -           |